# Villars-et-Villenotte
Villars-et-Villenotte ist eine französische Gemeinde mit 168 Einwohnern (Stand 1. Januar 2022) im Département Côte-d’Or in der Region Bourgogne-Franche-Comté (vor 2016: Burgund). Die Gemeinde gehört zum Arrondissement Montbard und zum Kanton Semur-en-Auxois.
Die Einwohner werden Villersois und Villersoises genannt.

## Geographie
Villars-et-Villenotte liegt circa vier Kilometer nordöstlich von Semur-en-Auxois in dessen Einzugsbereich (Aire urbaine) in der Région naturelle Auxois.
Umgeben wird Villars-et-Villenotte von den sechs Nachbargemeinden:
|                 | Lantilly                                    |                    |
| Semur-en-Auxois | Kompassrose, die auf Nachbargemeinden zeigt | Massingy-lès-Semur |
| Pont-et-Massène | Saint-Euphrône                              | Juilly             |

## Geschichte
Während der Französischen Revolution wurde im Jahre 1793 die Gemeinde Villenotte in die Gemeinde in der damaligen Schreibweise Velard eingegliedert.

## Einwohnerentwicklung
Zu Beginn des 19. Jahrhunderts stieg die Einwohnerzahl auf einen Höchststand von rund 245. In der Folgezeit sank die Größe der Gemeinde bei kurzen Erholungsphasen bis zu den 1960er Jahren auf rund 85 Einwohner, bis eine Wachstumsphase einsetzte, die bis heute anhält.
| Jahr                       | 1962 | 1968 | 1975 | 1982 | 1990 | 1999 | 2006 | 2011 | 2022 |
| -------------------------- | ---- | ---- | ---- | ---- | ---- | ---- | ---- | ---- | ---- |
| Einwohner                  | 89   | 73   | 78   | 89   | 137  | 161  | 145  | 156  | 168  |
| Quellen: Cassini und INSEE |      |      |      |      |      |      |      |      |      |

## Sehenswürdigkeiten
Die Gemeinde hat die Besonderheit, keine Kirche zu besitzen.

### Schloss Villars-et-Villenotte
Das Schloss befindet sich im äußersten Südwesten des Gebiets der Gemeinde auf einer Terrasse auf einem Berghang. Das Kataster von 1830 zeigt nach drei Gebäude, die einen nach Osten offenen Innenhof umsäumen, deren Ecken mit runden Türmen besetzt sind. An der Nordwestecke gab es eine Einfriedung, die teilweise bebaut war. Von dieser Anlage aus dem 16. Jahrhundert ist heute ein rechteckiges, zweistöckiges Gebäude mit Satteldach übrig geblieben, angebaut an den Nordwestturm und über eine Kurtine mit dem Südwestturm verbunden. Der Rand der Einfriedung ist mit einer Mauer besetzt, die mindestens eine Schießscharte für Kanonen mit einem nach innen zeigenden Gewände aufweist und in Richtung des Dorfes zeigt. Das Schloss befindet sich in Privatbesitz und ist nur von außen zu besichtigen.

## Wirtschaft und Infrastruktur

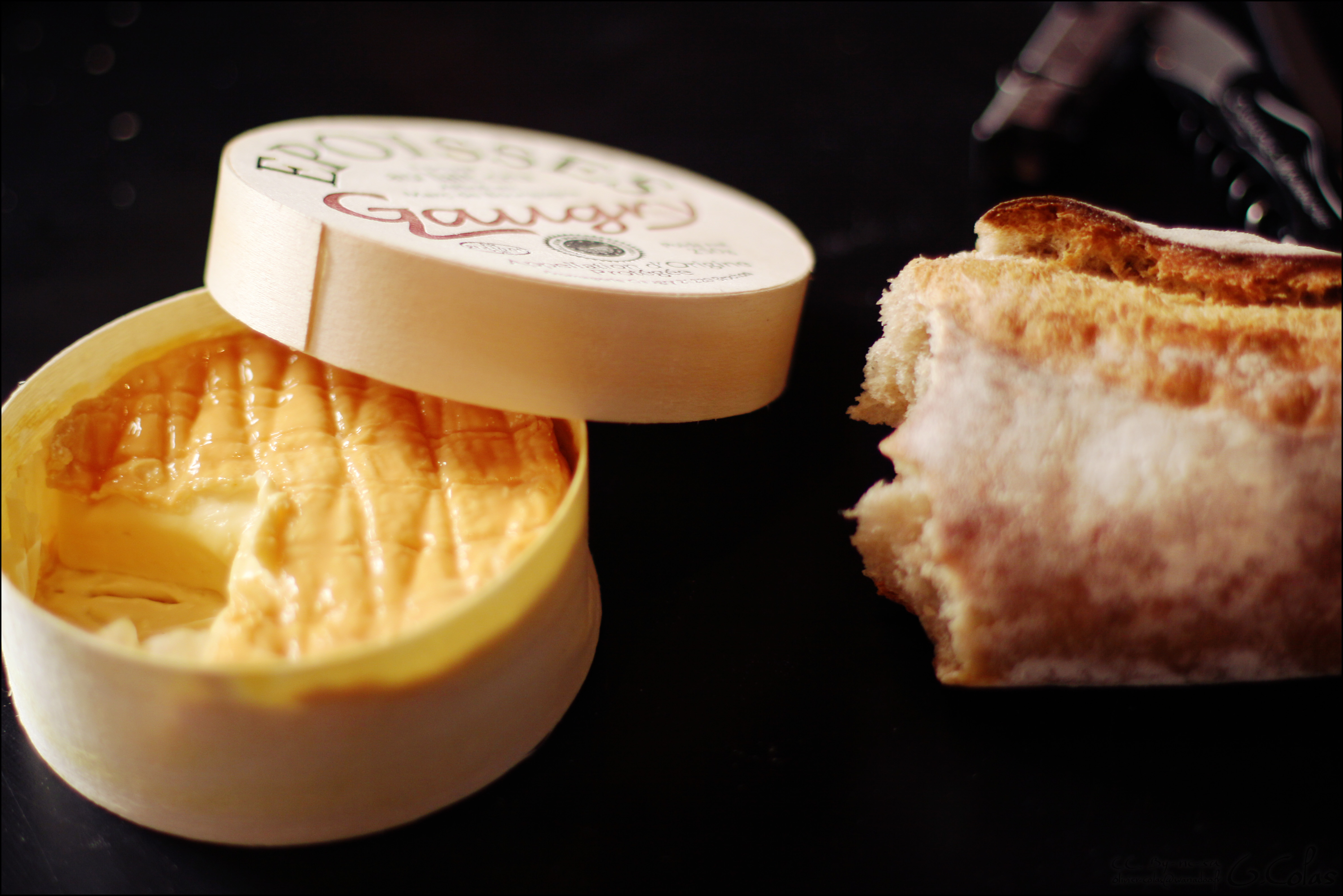
Époisses-Käse in seiner Holzschachtel

Villars-et-Villenotte liegt in der Zone AOC des Époisses, eines Käses aus Kuhmilch.

### Verkehr
Villars-et-Villenotte ist erreichbar über die Routes départementales 9, 9A, 103N und 954, die ehemalige Route nationale 454.